# Kẻ thù của kẻ thù là bạn

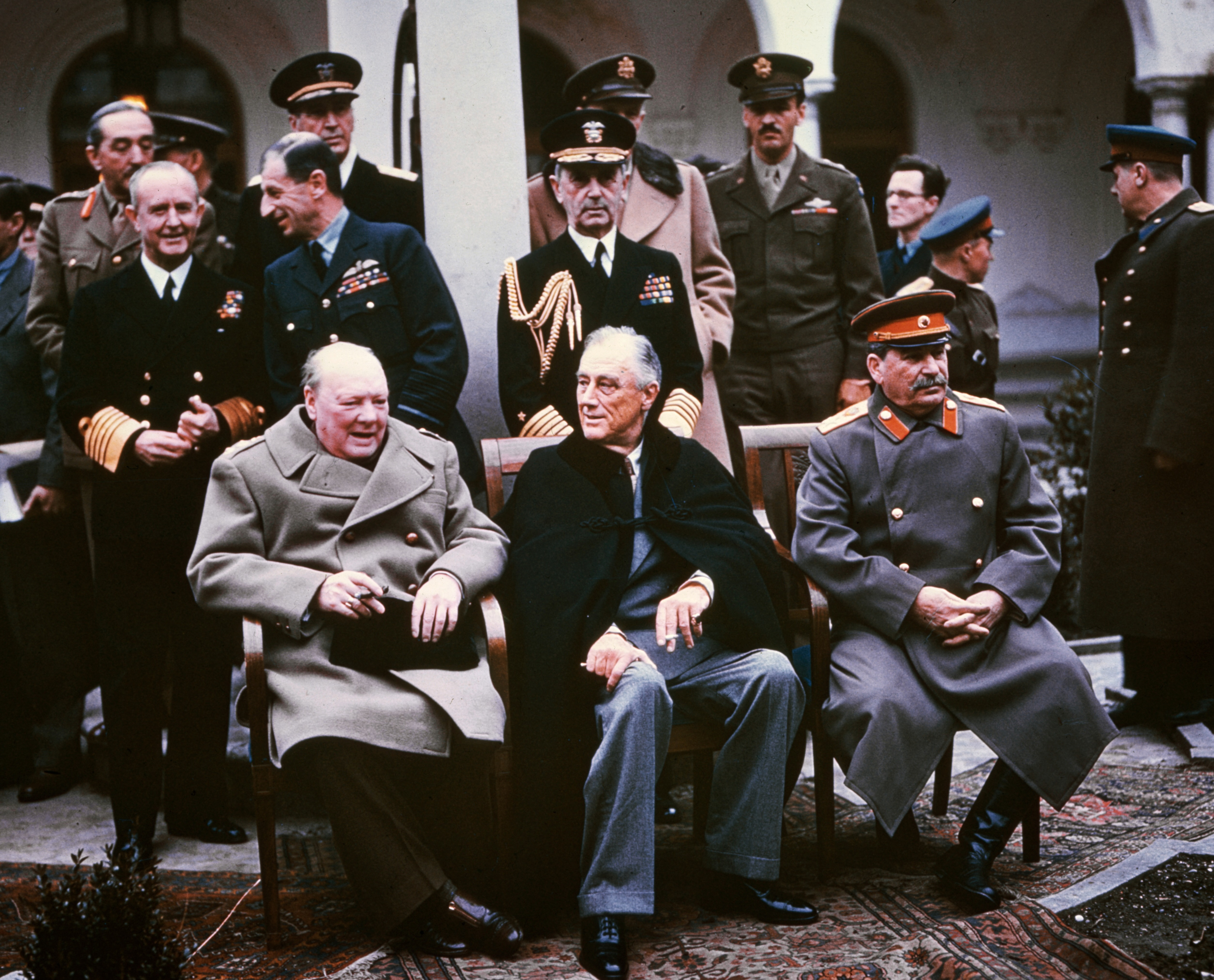
Kẻ thù của kẻ thù là bạn

Kẻ thù của kẻ thù là bạn là một câu tục ngữ cổ đại cho thấy rằng hai đối tượng có thể cùng nhau và nên làm việc cùng nhau chống lại một kẻ thù chung. Các trích dẫn sớm nhất được biết đến của khái niệm này được tìm thấy trong một tác phẩm bằng tiếng Phạn luận về quyền lực, chính sách kinh tế và chiến lược quân sự, tác phẩm Arthashastra, được viết khoảng thế kỷ thứ IV trước Công nguyên, trong khi ghi nhận sử dụng đầu tiên của phiên bản tiếng Anh hiện đại là vào năm 1884.. Trong Arthashastra, Quyển VI, "Nguồn gốc của các quốc gia có chủ quyền", Kautilya viết:
"Vị vua hiện diện trên bất cứ nơi nào thuộc phạm vi lãnh thổ mà vị vua chinh phạt chiếm lấy được gọi là kẻ thù.
Vị vua tương tự như vậy ở gần kẻ thù, nhưng tách biệt với vua chinh phạt bởi lãnh thổ kẻ thù, được gọi là bạn (của vị vua chinh phạt)."— Kautilya, Arthasastra